# Saint-Gengoux-de-Scissé
Saint-Gengoux-de-Scissé – miejscowość i gmina we Francji, w regionie Burgundia-Franche-Comté, w departamencie Saona i Loara.
Według danych na rok 1990 gminę zamieszkiwało 527 osób, a gęstość zaludnienia wynosiła 48 osób/km² (wśród 2044 gmin Burgundii Saint-Gengoux-de-Scissé plasuje się na 436. miejscu pod względem liczby ludności, natomiast pod względem powierzchni na miejscu 864.).